# Khaled-Bichara-Stadion
Das Khaled-Bichara-Stadion (bis 2020 El-Guna-Stadion) befindet sich in el-Guna im ostägyptischen Gouvernement al-Bahr al-ahmar.
2009 stieg der 2003 gegründete el-Guna FC als Meister der zweiten ägyptischen Liga in die ägyptische Premier League auf. Das bisherige Stadion bot maximal 3000 Zuschauern Platz, für die Stadien der Erstligisten gilt aber ein Minimalkapazität von 10.000 Plätzen. Nach einigen „Heimspielen“ in Kairo konnte bis zum Jahresende 2009 das bisherige Stadion durch ein 14.000 Plätze bietendes ersetzt werden. Der el-Guna FC wird seit April 2013 von dem deutschen Trainer Rainer Zobel betreut.
Die ägyptische Fußballnationalmannschaft bestritt seit der Wiedereröffnung zwei Länderspiele in el-Guna. Am 14. August 2013 schlug das Team in einem Freundschaftsspiel Uganda mit 3:0. Am 10. September 2013 traf Ägypten im dritten Heimspiel für die Qualifikation zur Fußball-Weltmeisterschaft 2014 in el-Guna auf Guinea und gewann mit 4:2.